# 勒沃
勒沃（法語：Le Vaud）是瑞士联邦西部法语区的沃州下设的一个镇。在行政上属于尼永区管辖。勒沃的总面积为3.11平方公里。截至2018年底，总人口为1,310。

## 地理
勒沃位于莱芒湖以西，北东皆以瑟里讷河为界。